# Unidad Allan B. Polunsky

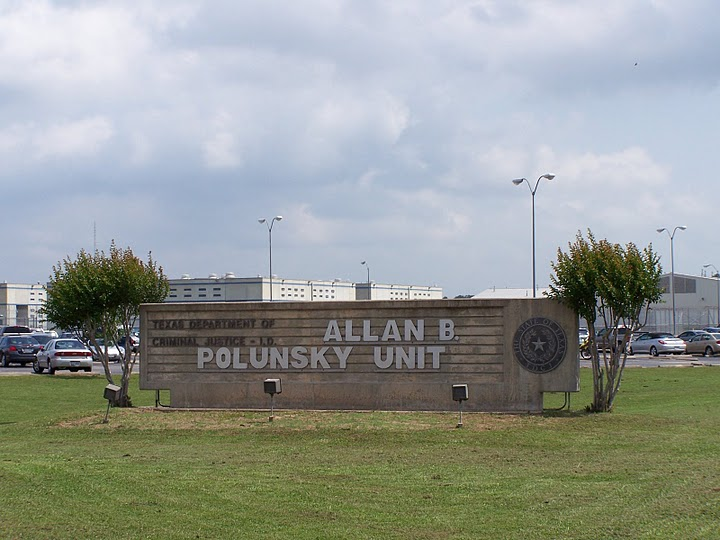
Unidad Allan B. Polunsky.

La Unidad Allan B. Polunsky (Allan B. Polunsky Unit) es una prisión del Departamento de Justicia Criminal de Texas (TDCJ por sus siglas en inglés) en West Livingston, una área no incorporada en el condado de Polk, Texas, Estados Unidos, cerca de Livingston. Tiene el corredor de la muerte estatal para hombres. El origen del nombre de la prisión es Allan B. Polunsky, el expresidente de la Junta de Justicia Criminal de Texas y el jefe de la Junta del Departamento de Seguridad Pública de Texas.

## Historia
El TDCJ abrió la Unidad Terrell en el noviembre de 1993. En 1999 el corredor de la muerte para hombres, anteriormente en la Unidad Ellis, se trasladó a la Unidad Polunsky. En el 20 de julio de 2001, la Junta de Justicia Criminal de Texas renombró la Unidad Terrell. La unidad ahora se conoce como la Unidad Allan B. Polunsky.

## Prisioneros notables
Corredor de la muerte:
- Miembros de Los 7 de Texas
  - Joseph Christopher Garcia[6]
  - Randy Ethan Halprin[7]
  - Patrick Henry Murphy, Jr.[8]
  - Donald Newbury - Fue ejecutado el 4 de febrero de 2015[9]
  - Michael Rodriguez - Fue ejecutado el 14 de agosto de 2008[10]
  - George Rivas - Fue ejecutado el 29 de febrero de 2012[11]
- John David Battaglia - Fue ejecutado el 1° de febrero de 2018
- Tommy Lynn Sells - Fue ejecutado el 3 de abril de 2014.[12]
- Ángel Maturino Reséndiz Fue ejecutado el 27 de junio de 2006[13]
- Juan Martín García - Fue ejecutado el 6 de octubre de 2015[14]
- Robert Lynn Pruett - Fue ejecutado el 12 de octubre de 2017.
- Hank Skinner
- Marvin Lee Wilson[15] - Fue ejecutado el 7 de agosto de 2012[16]
- Coy Wesbrook - Fue ejecutado el 7 de marzo de 2016[17]
- Víctor Saldaño[18]

No en el corredor de la muerte:
- Steven Jay Russell[19][20]